# Cena Jiřího Marka
Cena Jiřího Marka je české literární ocenění za nejlepší detektivní román. Uděluje ji česká sekce Mezinárodní asociace autorů detektivní literatury (Asociación Internacional de Escritores Policíacos, AIEP). Poprvé byla udělena roku 1996. V roce 1999 byly vybrány knihy, které vyšly během 10letého působení AIEP v ČR. Ceny jsou v jednotlivých ročnících udělovány za knihy vydané v předchozím roce.

## Laureáti
| Rok  | spisovatelé                        | detektivní romány                            | zdroj |
| ---- | ---------------------------------- | -------------------------------------------- | ----- |
| 1996 | Jaroslav Velinský                  | Konec perského prince                        | [ 1 ] |
| 1997 | Milena Brůhová                     | Tak ona spí s vrahem                         | [ 1 ] |
| 1998 | Jan Cimický                        | Dívka z přehrady                             | [ 1 ] |
| 1998 | Zdeněk Volný                       | Dívka z přehrady                             | [ 1 ] |
| 1999 | Rudolf Čechura                     | Dr. Sherlock Holmes v Čechách a jiné případy | [ 1 ] |
| 1999 | Jan Cimický (2)                    | Oddychový čas                                | [ 1 ] |
| 1999 | Pavel Frýbort                      | Vekslák                                      | [ 1 ] |
| 2000 | Jaroslav Velinský (2)              | Zmizení princezny                            | [ 1 ] |
| 2001 | Jaroslav Kuťák                     | Území trestu                                 | [ 1 ] |
| 2002 | Benjamin Kuras                     | Antonín a František jsou naživu              | [ 1 ] |
| 2003 | Ladislav Beran                     | Vraždy v afektu                              | [ 1 ] |
| 2004 | Božena Šimková                     | Svatba bez příbuzenstva                      | [ 1 ] |
| 2005 | Jan Cimický (3)                    | Vražedná past                                | [ 1 ] |
| 2005 | Viktorín Šulc                      | Příští stanice smrt                          | [ 1 ] |
| 2006 | Zdeněk Pošíval                     | Satanovo jaro                                | [ 1 ] |
| 2007 | Ladislav Beran (2)                 | Četnická pátračka hlásí                      | [ 1 ] |
| 2008 | Michaela Klevisová                 | Kroky vraha                                  | [ 1 ] |
| 2009 | Ladislav Muška                     | Nenechám si tě vzít                          | [ 1 ] |
| 2010 | Roman Cílek                        | Letopisy zločinu                             | [ 1 ] |
| 2011 | Michal Fieber                      | Soukromé bludiště                            | [ 1 ] |
| 2012 | Michaela Klevisová (2)             | Dům na samotě                                | [ 1 ] |
| 2012 | Kateřina Kvapilová (zvláštní cena) | Nikomu nevěř!                                | [ 1 ] |
| 2013 | Jarmila Pospíšilová                | Boty do nebe                                 | [ 1 ] |
| 2014 | Jiří Březina                       | Na kopci                                     | [ 1 ] |
| 2015 | B.M. Horská                        | Brouk                                        | [ 1 ] |
| 2016 | Jiří Slavíček                      | Zločin v lázních Karlsbad                    | [ 1 ] |
| 2017 | Martin Goffa                       | Dítě v mlze                                  | [ 3 ] |
| 2018 | Vilém Křížek                       | Smrt má vůni inkoustu                        | [ 1 ] |
| 2019 | Daniel Gris                        | Říkají mi Lars                               | [ 1 ] |
| 2020 | Jiří Březina (2)                   | Vzplanutí                                    | [ 4 ] |
| 2021 | Michal Sýkora                      | Nejhorší obavy                               | [ 4 ] |
| 2022 | Kristýna Trpková                   | Stvůra                                       | [ 5 ] |
| 2023 | David Urban                        | Hra o přežití                                | [ 6 ] |
| 2024 | Jana Jašová                        | Krutý měsíc                                  | [ 7 ] |

Vysvětlivky
1. 1 2 3  V roce 1999 byly výjimečně uděleny ceny nejlepším dílům vydaným během desetileté existence České sekce Světové asociace autorů detektivní literatury.[1]